# Trnjaci (samhälle)
Trnjaci är ett samhälle i Bosnien och Hercegovina.   Det ligger i distriktet Brčko, i den nordöstra delen av landet, 120 km norr om huvudstaden Sarajevo. Trnjaci ligger 108 meter över havet och antalet invånare är 313.
Terrängen runt Trnjaci är platt. Närmaste större samhälle är Brčko, 9,0 km väster om Trnjaci. 
Trakten runt Trnjaci består till största delen av jordbruksmark. Runt Trnjaci är det ganska tätbefolkat, med 67 invånare per kvadratkilometer.